# Charles Benedict Dunbar
Charles Benedict Dunbar (c. 1831 - 1878) was een Liberiaans staatsman. Samen met Reginald Sherman, Amos Herring en Hilary R.W. Johson vormde hij het Uitvoerend Comité dat na de afzetting van president Edward Roye het land van 26 oktober tot 4 november 1871 bestuurde, waarna zij de macht overdroegen aan vicepresident James S. Smith.